# Pat Parelli
Pat Parelli est né en 1954 en Californie. Plongé dès 9 ans dans le monde du cheval, il est considéré aujourd'hui comme un des plus célèbres nouveaux maîtres américains, les « chuchoteurs », qui approfondissent la relation homme-cheval à travers une approche sensible de l'équitation et du dressage qui respecte le cheval et sa nature profonde.

## Réalisations
Pat Parelli a mis au point une méthode équestre : le Parelli Natural Horsemanship ou PNH. Il est l'un des hommes de chevaux à l'origine des expressions « équitation naturelle » et « équitation éthologique ». 
En France, bien que leur collaboration ait cessé, il a participé pendant de nombreuses années à la renommée du Haras de la Cense dont Andy Booth a repris le flambeau pédagogique pour écrire la Méthode La Cense.
Parelli recommande l'utilisation d'outils efficaces tels que le licol en corde, dont les siens propres sont appelés licols Parelli. Le licol en corde existe depuis longtemps, a été utilisé par les Indiens d'Amérique notamment, et est de plus en plus répandu dans le monde du Natural Horsmanship.
Il a également développé un outil particulier utilisé comme extension du bras pour aider à donner les indications au cheval. Cet outil, le carrot stick, plus rigide qu'un stick de dressage, est constitué d'une tige en fibre de verre de couleur orange, d'un manchon de golf et d'une boucle en cuir qui permet d'y attacher une cordelette.
L'organisme PNH s'est développé autour du nom de sa méthode : il existe un Savvy Club, des événements équestres comme les Savvy Conferences ou les Savvy Tour sont organisés, les kits pédagogiques de la méthode sont réédités ou améliorés, etc.

## La méthodeParelli Natural Horsemanship (PNH)
Dans la méthode Parelli, tout commence à pied. Il s'agit d'établir une communication avec son cheval et de créer les premiers liens de respect et confiance mutuels par des exercices structurés et progressifs appelés les sept jeux.
Une fois les premières ébauches d'une relation de communication établie, les 7 jeux sont reproduits en selle, et effectués de plus en plus finement au fur et à mesure que le cavalier et son cheval progressent dans les niveaux Parelli, gagnant en fluidité et en légèreté. La méthode comporte donc du travail à pied et du travail monté.
La méthode PNH (Parelli Natural Horsemanship) connaît actuellement 10 niveaux :
- niveau 1 : le partenariat (Partnership) ;
- niveau 2 : l'harmonie (Harmony) ;
- niveau 3 : la finesse (Refinement) ;
- niveau 4 : la polyvalence (Versatility) ;
- niveau 5 : l'Unité (Unity) ;
- niveau 6 : l'Unité véritable (True unity)[4] ;
- niveaux 7, 8, 9 : la maîtrise de l'Unité véritable ;
- niveau 10 : l'Unité suprême (le mythe du Centaure).

Plus les niveaux augmentent, plus la relation, le respect, la confiance et la communication se renforcent.
Parelli se considère lui-même comme étant parvenu au niveau 5.
La méthode PNH ne s'arrête pas aux sept jeux. C'est une méthode complète d'équitation, depuis l'éducation, jusqu'au dressage, en passant par le débourrage du cheval, ceci en utilisant la psychologie équine. La finalité est d'avoir un cheval partenaire qui se sente en sécurité avec son cavalier, qui soit physiquement, mais aussi mentalement et émotionnellement connecté à son cavalier, et qui cède aux moindres indications d'assiette, de jambes et de mains.

### Grands principes de la méthode
- "Polite and Passive Persistence in the Proper Position" : persistance passive et polie dans la position appropriée.
- Le cheval doit voir l'homme comme un leader du groupe et non comme un prédateur ou un dominant.
- Le cheval travaille dans la variété, ce qui lui permet d'éviter d'être en état de routine et de faire des suppositions sur ce qui lui est demandé.
- La communication homme-cheval s'effectue dans les deux sens.
- L'homme et le cheval ont chacun leurs responsabilités. Le cheval doit agir en partenaire, maintenir son allure et sa direction et regarder où il va. Le cavalier doit aussi agir en tant que partenaire, être concentré, penser cheval et avoir une assiette indépendante.
- L'attitude vis-à-vis du cheval doit être juste : exigeant, mais sans forcer, permettre et non laisser-faire
- Le langage du corps est universel et permet à l'homme et au cheval de communiquer.
- Le cavalier est formé avec des chevaux confirmés avant de pouvoir lui-même enseigner à de jeunes chevaux.
- Les outils de l'apprentissage sont les principes, les objectifs et le temps. Le cheval apprend d'abord les principes, puis a des objectifs à atteindre. Ces étapes prennent du temps, élément nécessaire d'un bon enseignement.

### Les sept jeux de Parelli
Les jeux s'effectuent lors d'un travail en longe.
Selon le niveau du cheval, la longe utilisée fait 4, 7 ou 15 m.
Les jeux peuvent également se faire en liberté, dans un rond de longe ou un espace plus grand si le niveau de communication entre le cheval et son cavalier le permet.
- Jeu de l'amitié (friendly game). Désensibilisation. Le cheval est exposé à des situations qui lui font peur (la selle, une bâche, un ballon...) mais qui ne lui font aucun mal pour lui prouver qu'il peut faire confiance à l'homme même s'il y a du mouvement et du bruit autour de lui. Ce jeu permet aussi d'apprendre au cheval à lire les intentions de son cavalier.
- Jeu du porc-épic (porcupine game). Par la pression physique (mains, doigts, bout du stick, etc.), le cheval doit céder et se déplacer. Ce jeu améliore la réponse aux aides du cavalier une fois en selle, et atténue petit à petit le réflexe inné d'opposition.
- Jeu de la conduite (driving game). Le cavalier, par des indications à distance et un langage corporel, fait bouger le cheval qui cède à cette pression non plus physique, mais mentale. Le cheval apprend à maintenir une distance, une cadence, à se laisser mener, à affiner la communication.
- Jeu du yo-yo (yoyo game). Le cheval apprend à reculer puis à avancer en ligne droite, face au cavalier qui se tient immobile. Ce jeu permet d'équilibrer les deux pôles importants : respect (reculer devant l'humain) et confiance (revenir vers l'humain).
- Jeu du cercle (circling game). Le cheval doit rester sur un cercle en conservant l'allure et la direction données par le cavalier sans que celui-ci ait besoin de le relancer. Le cheval apprend à gérer son impulsion et se responsabilise.
- Jeu du déplacement latéral ("sideways game"). Le cavalier fait déplacer latéralement son cheval, alternant le croisement des antérieurs et des postérieurs. Ce jeu permet d'obtenir plus de souplesse, de suspension, atténue l'instinct de fuite et améliore la coordination de mouvement.
- Jeu du corridor ou jeu du passage étroit (squeeze game). Le cheval apprend à passer sur, au-dessus, entre, en dessous, à travers divers objets. Ce jeu lutte contre la claustrophobie naturelle du cheval.

Une fois les sept jeux acquis, il est possible de les combiner pour effectuer des manœuvres plus compliquées, aussi bien au sol qu'en selle.

## Citations
- On ne peut prétendre maîtriser un cheval tant qu'on ne se maîtrise pas soi-même.
- Sois aussi doux que possible, mais aussi ferme que nécessaire.
- Ça ne prend jamais plus de deux jours.
- Tout veut dire quelque chose (traduction de Nothing is nothing, everything is something.)
- Votre cheval peut seulement être aussi courageux que vous.
- Aucun cheval n'est plus grand que le bout de ses oreilles lorsque son nez touche le sol.
- Mieux un cheval recule et se déplace latéralement, mieux, il fait tout le reste.
- Si votre cheval dit non, c'est soit que vous n'avez pas posé la bonne question, soit que vous l'avez mal posée.

## L'éthologie
Pour Pat Parelli, le problème de base de la relation homme cheval est que le cheval perçoit l'homme comme un prédateur. Comme toute proie potentielle, il est programmé pour échapper, d'une façon ou d'une autre, à tout danger. Il faut donc savoir se montrer aussi doux que possible tout en restant ferme. Comme pour tous les « nouveaux maîtres » ses méthodes sont basées sur l'étude du comportement équin et de sa psychologie.